# 布拉斯科努尼奥德马塔卡夫拉斯
布拉斯科努尼奥德马塔卡夫拉斯，是西班牙卡斯蒂利亚-莱昂阿维拉省的一个市镇。 总面积13km2, 总人口21人（2001年），人口密度2人/km2。